# Die schwedische Hochzeitsnacht
Die schwedische Hochzeitsnacht (Originaltitel Bröllopsbesvär) ist ein schwedischer Spielfilm des Regisseurs Åke Falck in Schwarz-Weiß aus dem Jahr 1964. Das Drehbuch von Lars Widding beruht auf dem gleichnamigen Roman von Stig Dagerman. In der Bundesrepublik Deutschland kam der Film erstmals am 17. September 1965 in die Kinos.

## Handlung
Hochzeitsmorgen auf einem schwedischen Bauernhof. Die Tochter Hildur heiratet den verwitweten Schlachter Westlund, erwartet aber vom Tagelöhner Martin ein Kind. Hildurs Schwester Irma hadert mit ihrem Schicksal, das sie mit einem unehelichen Sohn zum Leben auf dem verkommenen Hof zwingt. Ihr Bruder Rudolf ist nicht mehr als der Knecht Sören. Der Vater lebt geistig krank im Obergeschoss des Hauses, die Mutter erwartet jeden Tag, dass sie ins Armenhaus ziehen muss. Westlund betrinkt sich mit seinem Konkurrenten Simon, der die Braut ebenfalls begehrt. Seine Tochter Siri, ein versponnenes Mädchen, sehnt sich nach einem sanften, verständnisvollen Mann.
Fröhlich ist keiner an diesem Hochzeitsmorgen. Auf der Hochzeitsfeier wird eifrig dem Alkohol zugesprochen. Burleske Streiche wechseln mit zynischen Streitereien und Selbstanklagen, die immer wieder mit Alkohol weggeschwemmt werden. Erst die Bekanntgabe vom Tod Martins beendet die leicht makabre Feier. Während Westlund sinnlos betrunken auf dem Boden seiner Küche liegt, steigt Simon zur Braut ins Bett.

## Auszeichnungen
1965 gewann das Werk den schwedischen Filmpreis in der Kategorie Bester Film. Jarl Kulle wurde als Bester Hauptdarsteller ausgezeichnet.

## Kritik
„Dumpfe Schicksalsergebenheit und deftige Arme-Leute-Klischees in einer schwedischen Romanverfilmung, die das ländliche Milieu eher denunziert als analysiert.“

„Die gute Regie, hervorragende schauspielerische Leistungen, die ausgezeichnete und dezente Kamera und das diffizile Thema verlangen ein in hohem Maße kritisches und verständiges Publikum. Mit dieser Einschränkung für reife Erwachsene zu empfehlen.“